# VATSIM
Virtual Air Traffic Flight Simulation Network, ofwel VATSIM, is een vrijwilligersorganisatie die faciliteert in het creëren van een virtuele vliegwereld gebruikmakende van enkele ondersteunde flight simulators zoals Microsoft Flight Simulator en X-Plane.  De rollen van piloten en Air Traffic Controllers worden volgens strikte regels nageleefd. De communicatie gebeurt met gratis verkrijgbare softwaretoepassingen voor indienen van vluchtplannen en (spraak)communicatie met de bemande posten en elkaar. IVAO (International Virtual Aviation Organization) is een gelijkaardige organisatie en is, samen met VATSIM, een van de leiders in de wereld van de virtuele vliegwereld. De twee laatstgenoemde netwerken waren ooit samen onder de naam 'SATCO'. In 1998 splitste SATCO op in VATSIM enerzijds en IVAO anderzijds. Elke poging om de twee netwerken weer bij elkaar te krijgen, is mislukt.